# Biserica „Adormirea Maicii Domnului” din Tănătari
Biserica „Adormirea Maicii Domnului” este o biserică amplasată în Tănătari, raionul Căușeni, Republica Moldova. Este un monument arhitectural de importanță națională inclus în Registrul monumentelor Republicii Moldova ocrotite de stat cu nr. 157 (raionul Căușeni). Datează din 1822.